# Pithecia albicans
Pithecia albicans är en däggdjursart som beskrevs av Gray 1860. Pithecia albicans ingår i släktet plymsvansapor och familjen Pitheciidae. IUCN kategoriserar arten globalt som livskraftig. Inga underarter finns listade.

## Utseende
Hos vuxna exemplar går en svart strimma från djurets nacke över ryggens mitt mot stjärten. Den blir bredare och hela stjärtens ovansida samt hela svansen är svart. Nedanför denna svarta region är pälsen ljus orange till blond och den blir mörkare orange på extremiteterna samt på huvudets topp. Dessutom finns ett område av mörkare orange päls kring körtlar på strupen. Pithecia albicans har bara glest fördelade hår på buken. Individerna blir med svans 80 till 105 cm långa, svanslängden år 40 till 50 cm och fötterna är 10 till 13 cm långa.
Arten har liksom andra släktmedlemmar en bred nos och en yvig svans. Kroppen är täckt av långa hår med undantag av ansiktet. Där finns bara några korta hår på mörk hud. Honor väger 1,3 till 2,5 kg och hannar är med en vikt av 2,1 till 3 kg större. Hos hannar finns även fläckar av vit päls kring ögonen. Djuret har ljusa händer och mörka underarmar. Vid födelsen har ungar bruna hår på bålen samt en naken svans. Svansen används inte som gripverktyg.

## Utbredning
Denna plymsvansapa förekommer i nordvästra Brasilien i delstaten Amazonas söder om Amazonfloden. Arten vistas där i tropiska regnskogar som ibland översvämmas vid högvatten.

## Ekologi
Individerna bildar flockar som har i genomsnitt 3 till 4 medlemmar. Födan utgörs främst av frön samt av andra växtdelar som frukter, blommor och blad. Dessutom äter Pithecia albicans några få insekter.
Pithecia albicans går liksom andra plymsvansapor på fyra fötter över grenar och den har bra förmåga att hoppa. Gruppernas revir är 147 till 204 hektar stort och kan överlappa med varandra. Honor kan bli brunstiga under alla årstider. Efter födelsen följer ungen med på moderns rygg under vandringar. Ungen börjar få samma päls som de vuxna exemplaren efter cirka tre veckor. Självständigheten inträffar efter ungefär 6 månader. Ett monogamt par med en hanne och en hona sjunger ofta i duett för att visa flockens anspråk på reviret.